# Винна змія Кіртланда
Винна змія Кіртланда (Thelotornis kirtlandii) — отруйна змія з роду винних змій родини полозових (Colubridae). Отруйна змія.
Отримала назву на честь американського натураліста Джареда Кіртланда. Інші назви: «лісова винна змія», «звичайна сіра деревна змія». 

## Опис
Загальна довжина коливається від 1,2 до 1,71 м. Голова витягнута, пласка. Тулуб тонкий, хвіст довгий. Голова зверху зелена з чорними плямами і лініями. Спина сіра або коричнева, поцяткована темними та світлими плямами й поперечними смугами. Черево жовтувато-коричневе, кремове або рожеве з чорними плямами.

## Поширення
Мешкає від Гвінеї-Бісау, Гвінеї, Сьєрра-Леоне до Центрально-Африканської Республіки, Габону, Республіки Конго. На сході Африки — від Сомалі до Танзанії. На півдні — в Анголі та Замбії.

## Спосіб життя
Полюбляє тропічні ліси, густі хащі. Активна вночі. Харчується ящірками, жабами, птахами.
При небезпеці займає загрозливу позу, яку приймає будучи роздратованою. Піднімає передню частину тіла й сильно роздуває шию, яка розтягується лише в поздовжній площині тулуба. При цьому малюнок боків шиї стає особливо помітним: шкіра поміж лускою стає помітною, що підсилює враження яскравої смугастості. Такий різкий перехід від захисного забарвлення лякає ворогів. Враження ще підсилюється завдяки повільним рухам киноварно-червоного язика змії з блискучо-чорним кінчиком, який далеко висовується з пащі та загинається на верхній бік голови.
Отрута досить небезпечна для людини.
Це яйцекладна змія. Самиця відкладає від 4 до 18 яєць.